# Negritude (Esteio)
Sociedade Recreativa Beneficente Cultural Negritude é uma escola de samba da cidade de Esteio, Rio Grande do Sul. Suas cores são amarelo e preto. Foi fundada inicialmente no ano de 2012 como bloco carnavalesco, sagrando-se campeã em 2013 e 2017 da categoria. No dia 2 de janeiro de 2018 
o então bloco carnavalesco vira escola de samba, fazendo seu primeiro desfile em 2019.

## Segmentos

### Presidente
| Nome                            | Mandato    | Ref.  |
| ------------------------------- | ---------- | ----- |
| Claudio Moraes                  | 2019-2021  |       |
| Claudio Moraes e Alexandra Feio | 2022-Atual | [ 1 ] |

### Casal de Mestre-sala e Porta-bandeira
| Ano  | Nome                            | Ref.  |
| ---- | ------------------------------- | ----- |
| 2020 | Gustavo Tiriri e Fabiana        |       |
| 2023 | Evandro Ferraz e Simone Ribeiro | [ 1 ] |

### Intérpretes
| Ano  | Nome                                               | Ref.  |
| ---- | -------------------------------------------------- | ----- |
| 2019 | Alex do Cavaco, Césinha                            |       |
| 2020 | Sandro Ferraz, Alexandre Belo e Everton Rataescki  |       |
| 2023 | Everton Rataescki, Gegé Dornelles e Leozinho Nunes | [ 1 ] |
| 2024 | Everton Rataescki, Gegé Dornelles e Leozinho Nunes | [ 5 ] |

## Carnavais
| 2019                              | Campeã   | Único - Esteio | Negritude Retrata a História de Zumbi... Pela Liberdade Entrego Minha Vida! | [ 6 ] [ 7 ]        |
| 2020                              | Campeã   | Único - Esteio | Numa Viagem Fascinante, Negritude Vem Contar o Que a Bahia Tem              | [ 8 ] [ 9 ] [ 10 ] |
| Desfile cancelado em 2021 e 2022. |          |                |                                                                             |                    |
| 2023                              | Campeã   | Único - Esteio | No Forró da Emoção, Negritude Arrata-pé com Luiz Gonzaga, o Rei do Baião    | [ 1 ] [ 11 ]       |
| 2024                              | Campeã   | Único - Esteio | Zumbi dos Palmares, um guerreiro na luta contra a escravidão                | [ 5 ] [ 12 ]       |
| 2025                              | 3º lugar | Único - Esteio | Negritude, na fé, exalta Ogum! Cavaleiro de Umbanda, vencedor de demandas   | [ 13 ] [ 14 ]      |

## Títulos
- Campeã do Carnaval de Esteio: 2019, 2020, 2023 e 2024.
- Campeã da Categoria Blocos (Esteio): 2013 e 2017.